# Cameron Das
Cameron Das (Baltimore, 17 de março de 2000) é um automobilista estadunidense. Em 2016, ele se tornou o primeiro campeão do Campeonato de Fórmula 4 dos Estados Unidos.

## Carreira

### Campeonato de Fórmula 3 da FIA
Em 24 de fevereiro de 2020, foi anunciado que Das foi contratado pela equipe Carlin Buzz Racing para a disputa da temporada de 2020 do Campeonato de Fórmula 3 da FIA.